# Glina (Ilfov)
Glina è un comune della Romania di 6 746 abitanti, ubicato nel distretto di Ilfov, nella regione storica della Muntenia. 
Il comune è formato dall'unione di 3 villaggi: Cățelu, Glina, Manolache.